# 鲁珀茨韦勒
鲁珀茨韦勒是德国莱茵兰-普法尔茨州的一个市镇。总面积4.78平方公里，总人口1422人，其中男性716人，女性706人（2011年12月31日），人口密度297人/平方公里。